# Macroglossum vidua
Macroglossum vidua là một loài bướm đêm thuộc họ Sphingidae, chi Macroglossum.